# Казанский, Денис Викторович
Денис Викторович Казанский (укр. Денис Вікторович Казанський; род. 10 февраля 1984, Донецк) — украинский блогер, политический обозреватель и журналист интернет-издания «Остров». Вынужденный переселенец, в связи с войной на Донбассе покинул Донецк. Автор книг о Донбассе: «Черная лихорадка», «Как Украина теряла Донбасс». Один из представителей Украины в трехсторонней контактной группе по мирному урегулированию ситуации на востоке Украины (с июня 2020 года по 22 февраля 2022).

## Биография
Денис Казанский родился 10 февраля 1984 года в Донецке. В 2006 году окончил Донецкий национальный университет экономики и торговли им Туган-Барановского.
С 2011 по 2014 год работал журналистом в Донецке в интернет-издании «ОстроВ».
В 2012 году партия «УДАР» выдвинула Казанского на пост мэра Енакиево. Избирком Енакиево отказался его регистрировать.

### Российско-украинская война
В 2014 году в связи с войной на Донбассе был вынужден покинуть Донецк. Проживает в Киеве.
14 ноября 2014 года глава СБУ Валентин Наливайченко в эфире ток-шоу «Чёрное зеркало» озвучил предложение трем блогерам, в частности Денису Казанскому, занять один из руководящих постов в своем ведомстве.

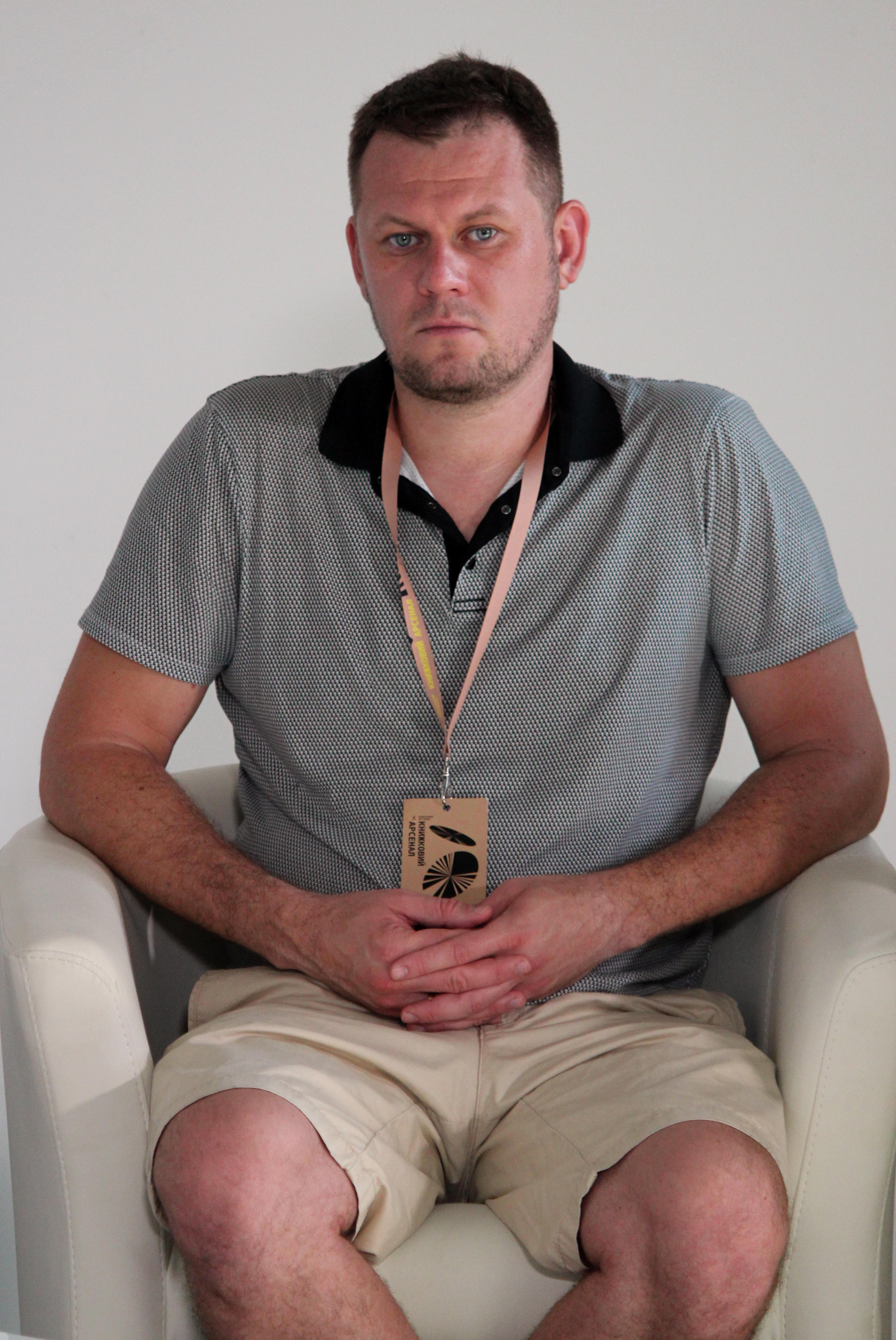
Казанский на Книжном Арсенале в 2021 году

В 2014 году начал писать для журнала «Украинская неделя».
В марте 2015 стал главным редактором сайта «Четвёртая власть».
В 2015 году написал книгу «Чёрная лихорадка» о нелегальной добыче угля на Донбассе.
В 2016 году работал ведущим телепрограммы «Блогеры» на канале 3s.tv.
Денис Казанский вёл авторскую программу на телеканале «АТР» в 2017—2018 годах.
В марте 2019 Денис Казанский возобновил деятельность интернет-издания «Восточный Вариант» и стал его главным редактором.
В июне 2020 года вошёл в состав Трехсторонней контактной группы по мирному урегулированию ситуации на востоке Украины как представитель Донецкой области.
Вместе со своей коллегой Мариной Воротынцевой опубликовал книгу «Как Украина теряла Донбасс» в октябре 2020 года.
С марта 2021 года работает на 24 Канале.

## Признание
В 2017 году вошел в Топ-20 политических блоггеров Украины в Facebook по рейтингу Эспрессо TV.

## Публикации
- Лесь Белей, Ирина Набитович, Дмитрий Губенко, Олег Коцарев, Евгений Манженко-Сталкер, Александр Гаврош, Екатерина Цыбенко, Илья Афанасьев, Денис Казанский, Наталья Гуменюк, Олег Криштопа . Veni, vidi, scripsi: Мир в масштабе украинского репортажа. Издательство «Темпора» . 2013. 350 ст. ISBN 9786175691618;
- Денис Казанский . Чёрная лихорадка: нелегальная добыча угля в Донбассе. Издательство «Темпора» . 2015. 348 ст. ISBN 9786175692158;
- Денис Казанский, Марина Воротынцева . Как Украина теряла Донбасс. Издательство «Черная гора». 2021. 326 ст. ISBN 9786179504600.

### Интервью
- Валентин Торба, Как Украине вернуть Донбасс Архивировано 18 января 2021 года. // День, 17 декабря 2020